# Diana Est
Diana Est, pseudonimo di Cristina Barbieri (Milano, 12 giugno 1963), è una cantante italiana.
Ha avuto un breve periodo di popolarità negli anni ottanta come interprete di musica italo disco, soprattutto con i brani Tenax e Le Louvre. Scomparsa rapidamente dalle scene, è diventata negli anni successivi una delle icone pop italiane di quel decennio.

## Nome
Lo pseudonimo Diana Est è composto del nome Diana, dea della caccia romana, e Est, che corrisponde alla terza persona singolare del verbo "essere" in latino.

## Biografia

### Gli anni ottanta ed il successo
Entrata nel mondo della musica grazie a suo zio Mario Lavezzi, la sua breve carriera artistica inizia nel 1981 come corista per Ivan Cattaneo nel programma musicale Mister Fantasy, in onda sull'allora Rete 1 della Rai.
La carriera musicale vera e propria decolla l'anno successivo; firmato un contratto dalla Dischi Ricordi, viene seguita da Nicola Ticozzi, che produrrà i tre singoli di Diana Est e che ne vuole fare un'icona yéyé postmoderna sullo stile delle coeve Lio o Nena. Un sostanziale contributo allo stile musicale della cantante arriva da Enrico Ruggeri, autore (insieme a Stefano Previsti, musicista che collaborava anche con artisti quali Ivan Cattaneo, Gianna Nannini, Giuni Russo, Cristiano Malgioglio e Orietta Berti) e arrangiatore del singolo d'esordio Tenax. 
Viene studiato per lei un look ispirato alla mitologia greca in linea con le citazioni latine inserite da Ruggeri nel testo della canzone.
Il risultato è un singolo che ottiene subito un buon successo che – complice la validità dell'intero progetto e la promozione – viene suonato spesso nelle discoteche, vendendo oltre centomila copie, in modo da raggiungere il ventitreesimo posto della classifica. Nel 1983 ne viene incisa una versione in inglese dagli Electra con il titolo Are You Automatic? Nel 1982 Diana Est porta il singolo a Premiatissima e appare inoltre a Discoring e Popcorn. Il lato B è occupato dalla canzone Notte senza pietà.
Nel 1983 esce il secondo singolo, Le Louvre, ancora una volta opera di Enrico Ruggeri reduce della sua Polvere, sempre assieme a Stefano Previsti. Sul lato B, completata - per ragioni di spazio - da un estratto strumentale di Le Louvre di neppure due minuti, viene incisa la canzone Marmo di città.
Con Le Louvre Diana Est è nuovamente in gara al Festivalbar, classificandosi al secondo posto della Squadra Verde, quella dei giovani, dietro a Scialpi. Sempre nel 1983 partecipa ad Azzurro 1983 con lo stesso brano.
Nel 1984 il sodalizio con Enrico Ruggeri si interrompe bruscamente, in parte a causa dei numerosi impegni solisti del cantante. Diana Est si affida così, per il successivo singolo Diamanti, a un nuovo gruppo di autori: per i testi, Oscar Avogadro  (autore per artisti quali Sandro Giacobbe, Alberto Radius, Loredana Bertè, Faust’O, Anna Oxa, Alice, Marcella Bella e altri). Per le musiche, la scelta cade su Gian Piero Ameli (che sarà compositore per artisti quali Miguel Bosé, oltre ad autore di sigle di programmi quali  Emilio e di Allora ditelo per Marco Columbro) e Matteo Fasolino (collaboratore di Alice, Giorgio Faletti ed altri).
Il risultato è un evidente scostamento, nello stile musicale e nell'immagine della stessa copertina, rispetto al passato, con un avvicinamento alle sonorità elettroniche dei Matia Bazar di quel periodo e di Grace Jones. Il lato B è occupato dalla canzone Pekino. 
Con questo ultimo singolo la cantante si ripresenta al Festivalbar nel 1984 e partecipa anche ad Azzurro nella Squadra Ananas, capitanata dal Gruppo Italiano. Il singolo non riesce a ripetere il successo dei precedenti, anche se – come oggetto – il vinile negli anni acquisterà valore collezionistico grazie anche alla peculiarità di presentare, su alcune copie,  la "i" in copertina realizzata con un diamante in plastica.
Scaduto il contratto quinquennale con la Dischi Ricordi, l'esperienza musicale di Diana Est si interrompe, senza la pubblicazione di un album che era stato annunciato. Non vi è alcun annuncio di un ritiro ufficiale; semplicemente, da quel momento l'artista non produrrà né pubblicherà ulteriore materiale inedito, cessando anche qualunque apparizione.

### Gli anni duemila
Venti anni dopo il suo ritiro dalle scene, il 24 gennaio del 2004, Radio Popolare riesce a ottenere un'intervista con la cantante, in cui la stessa esprime giudizi molto negativi sull'ambiente musicale italiano dell'epoca, lasciando inoltre trapelare di non essere rimasta in buoni rapporti con Ruggeri. Al contempo circolano voci che abbia rifiutato di prender parte come ospite a trasmissioni revivaliste sugli anni ottanta quali La notte vola, Meteore e Cocktail d'amore.
Diana Est è saltuariamente tornata sul palco con il repertorio dell'epoca; si è esibita, ad esempio, all'80 Festival di Mareno di Piave (Treviso) il 30 agosto 2013; al Chiringuito di Parco Forlanini di Milano; ancora all'80 Festival, stavolta a Palmanova (Udine), il 24 giugno 2016, oltre ad alcune date all'estero, tra cui il Doka di Amsterdam, accolta sempre con entusiasmo da parte dei suoi fan.
Nel 2022 si esibisce al Mirano Summer Festival organizzato da due emittenti private, insieme ad altri artisti di successo negli anni '80 (Alberto Camerini, Via Verdi, Tracy Spencer, Fiordaliso e Papa Winnie) con i suoi due successi Tenax e Le Louvre.

## Vita privata
Diana Est è sposata e ha due figli.

## Discografia

### Singoli (7", 45 giri)
- 1982 - Tenax / Notte senza pietà (Ricordi, SRL 10955)
- 1983 - Le Louvre / Marmo di città + Le Louvre (strumentale) (Ricordi, SRL 10985)
- 1984 - Diamanti / Pekino (Ricordi, SRL 11005)

### Remix (12", 45 giri)
- 1982 - Tenax (remix di Tony Carrasco) / Tenax (Instrumental Dub) (Ricordi, SRLM 2018)
- 1983 - Le Louvre (Vocal) (remix di Tony Carrasco) / Le Louvre (Instrumental) (Scratching Version) (Ricordi, SRLM 2027)

### Dischi promozionali e principali apparizioni
- 1982 - Tenax (lato B di Mirror Man dei The Human League) (Ricordi/Virgin, JB 238) (disco per jukebox)
- 1982 - Tenax in compilation promozionale su 33 giri di artisti vari (Ricordi, SRLM 2020)
- 1983 - Le Louvre in compilation promozionale su 33 giri di artisti vari (Ricordi, SRLM 2025)
- 1984 - Diamanti in compilation promozionale su 33 giri di artisti vari (Ricordi, SRLM 2035/2)
- 1984 - Diamanti all'interno della compilation Festivalbar 1984 in doppio LP (Ricordi, TAFB 84)

### Stampe straniere

#### Spagna
- 1983 - Le Louvre / Marmo di città + Le Louvre (strumentale) (Epic, EPC A-4004) - singolo (7", 45 giri). Esiste anche una versione promozionale stampata solo sul lato A, con la sola Le Louvre.
- 1983 - Le Louvre (Vocal) (remix di Tony Carrasco) / Le Louvre (Instrumental) (Scratching Version) (Epic, EPC A 12.4004) - remix (12", 45 giri)

#### Germania
- 1983 - Le Louvre / Marmo di città (RCA, PB 69125) - singolo (7", 45 giri)
- 1983 - Le Louvre (Vocal) (remix di Tony Carrasco) / Le Louvre (Instrumental) (Scratching Version) (RCA, PC 69126) - remix (12", 45 giri)

## Tributi e versioni straniere
Nel corso degli anni, le sue canzoni sono state reinterpretate da altri artisti. Nel 1983 Tenax è stata pubblicata in inglese da parte del gruppo Electra con il titolo di Are You Automatic? e successivamente incisa, nel 2012, da Ivan Cattaneo nell'album di cover denominato  80 e basta!. Il brano Le Louvre verrà remixato nel 2004 dal gruppo dj Prezioso feat. Marvin. Numerose sono altre cover, più o meno fedeli all'originale. 
Lo stesso Enrico Ruggeri reinterpreterà il singolo Tenax insieme ai Serpenti.

## Citazioni e omaggi
- Nel 2002 la rivista Max pubblicò un racconto di fantasia di Matteo B. Bianchi sull'attuale vita di Diana Est, dal titolo Magnifica ossessione.
- Lo scrittore Enrico Panzi, prende spunto da Diana Est per il suo romanzo Diana Est was here - forse è già mattino e non lo so del 2015 pubblicato da Lettere Animate Editore.[3]